# Kriegerdenkmal Kahrstedt
Das Kriegerdenkmal Kahrstedt ist ein denkmalgeschütztes Kriegerdenkmal im Ortsteil Kahrstedt der Stadt Kalbe (Milde) in Sachsen-Anhalt. Im örtlichen Denkmalverzeichnis ist das Kriegerdenkmal unter der Erfassungsnummer 094 06458 als Kleindenkmal verzeichnet.

## Allgemeines
Das Kriegerdenkmal Kahrstedt wurde ursprünglich zum Gedenken an die gefallenen Soldaten des Ersten Weltkriegs errichtet und nach 1945 durch eine allgemeine Gedenktafel für die Opfer des Zweiten Weltkriegs erweitert. Es handelt sich dabei um eine Stele auf einem Sockel gekrönt durch einen Vogel, der entfernt an einen Adler erinnert. Der ursprüngliche große Adler mit ausgebreiteten Schwingen wurde gestohlen und sein Verbleib ist ungeklärt. In den Seiten der Stele sind Gedenktafeln eingelassen.
Im Kreisarchiv des Altmarkkreises Salzwedel ist die Ehrenliste der Gefallenen des Ersten Weltkriegs erhalten geblieben. In der Dorfkirche Jeetze ist eine Gedenktafel für die Gefallenen des Ersten Weltkriegs vorhanden. Die Gedenktafel für die Gefallenen der Befreiungskriege von 1813–1815, die laut preußischer Anordnung in jedem Ort geschaffen werden musste, ist nicht mehr vorhanden. In den Akten von 1816 sind im Landesarchiv Sachsen-Anhalt die Listen der Gefallenen aber noch erhalten geblieben.

## Inschrift
Erster Weltkrieg
Zweiter Weltkrieg